# 高リン血症
高リン血症（こうりんけっしょう、英:hyperphosphatemia）は、血液中のリン酸塩濃度が高い状態による電解質障害である。ほとんどの人は無症状であるが、軟部組織にカルシウムの沈着物が診られる場合がある。低カルシウム血症を併発していることがよくあり、その場合筋肉が痙攣を起こす場合がある。
原因には、腎不全、偽性副甲状腺機能低下症、副甲状腺機能低下症、糖尿病性ケトアシドーシス、腫瘍崩壊症候群、横紋筋融解症などがあげられる。一般的に1.46mmol/L (4.5mg/dL)の血中リン酸塩濃度を超えると高リン血症と診断される。濃度が4.54mmol/L (14mg/dL)を超えると、重症の高リン血症と診断される。高レベルの血中脂質、高レベルの血中タンパク質、高レベルのビリルビンによりリン酸塩濃度が誤って上昇したようにみられる場合がある。
治療には、低リン酸塩の食事と炭酸カルシウムのようなリン酸塩と結合する制酸薬を服用することが勧められる。場合によっては、生理食塩水の点滴投与、または人工透析がおこなわれる。一般的な発症の頻度は不明確である。 